# Финкельштейн, Менахем
Менахе́м («Пе́хо») Фи́нкельштейн (ивр. מנחם פינקלשטיין‎, род. 12 апреля 1951, Тель-Авив, Израиль) — израильский юрист, Уполномоченный по рассмотрению жалоб публики на представителей государства в судебных инстанциях с 1 июня 2023 года. Судья Хайфского окружного суда с 2005 по 2008 год, судья окружного суда Центрального округа с 2008 по 2020 год (в качестве заместителя председателя данного суда с 2012 года). Главный военный прокурор Армии обороны Израиля с 2000 по 2004 год. Генерал-майор запаса, доктор юридических наук, профессор Академического центра имени Переса.

## Биография

### Ранние годы
Менахем Финкельштейн родился в 1951 году в тель-авивском районе Флорентин в семье Яакова и Йоны (урождённой Мандельмилх) Финкельштейнов. Учился в начальной школе «Билу», а затем окончил религиозную среднюю школу «Ирони Бет» имени Цейтлина в Тель-Авиве. Классным руководителем Финкельштейна был раввин Исраэль Меир Лау, в дальнейшем Главный раввин Израиля.
В юности Финкельштейн был членом религиозной скаутской группы «Адат ха-Цофим». В возрасте 15—16 лет к Финкельштейну пристало сохранившееся за ним на всю дальнейшую жизнь прозвище «Пе́хо», испанское ругательство, которым его в ходе ссоры обозвал товарищ по скаутской деятельности.
В 1970 году, получив отсрочку от военной службы в рамках программы «академического резерва» (ивр. העתודה האקדמית‎), поступил на учёбу на юридическом факультете и факультете гебраистики Тель-Авивского университета. В ходе учёбы, с сентября 1972 года, начал стажировку у судьи Тель-Авивского окружного суда Хадасы Бен-Итто. Окончил учёбу с отличием в 1973 году.

### Начало военной карьеры
Как было заведено в те годы, ещё в ходе учёбы в университете участники программы «академического резерва» проходили в течение летних каникул военные курсы в армии, и Финкельштейн окончил за время учёбы курс командиров отделений и имел специальность пулемётчика-«магиста». В начале Войны Судного дня в 1973 году, не дождавшись повестки из армии, Финкельштейн подделал повестку на резервистскую службу и явился в распоряжение штаба Главного офицера пехотных и десантных войск, после чего был распределён в сформированный в начале войны 9300-й пехотный батальон и отправлен на синайский фронт. Рота, в которой служил Финкельштейн, провела войну в районе перевала Митле, обеспечивая охрану бронетанковых и артиллерийский войск, а затем присоединилась к силам наступающей израильской армии в операции по окружению 3-й египетской армии. После прекращения огня батальон, в котором служил Финкельштейн, занял позиции около горы Гебель-Атака у города Суэц.
В ноябре 1973 года был вызван на офицерские курсы, которые окончил лучшим курсантом своей роты. По окончании курсов был распределён в Военную прокуратуру, где прошёл короткую подготовку в военной прокуратуре Северного округа, после чего был назначен в секцию инструктажа для проведения лекций о военном судопроизводстве в различных подразделениях армии. Через полгода, ввиду напряженной атмосферы, сопровождавшей окончание Войны Судного дня, Финкельштейн решил, что при возможном возобновлении боевых действий он предпочитает служить боевым офицером, и пошёл добровольцем на пятимесячные курсы офицеров артиллерийских войск, которые окончил с отличием как раз в тот день, когда родилась его первая дочь. После курсов вернулся на службу в Военную прокуратуру, однако в течение следующих пяти лет продолжал участвовать в качестве командира батареи в сборах артиллерийского дивизиона, размещённого в районе Абу-Рудис на Синайском полуострове.
Прерванную войной стажировку, необходимую для получения адвокатской лицензии, Финкельштейн завершил в отделении гражданского права Тель-Авивской окружной прокуратуры и в Отделении юридической консультации и законодательства Военной прокуратуры, куда был распределён в декабре 1974 года после завершения курсов офицеров артиллерии. Вскоре после этого был назначен военным обвинителем в прокуратуре ВВС. В 1976 году вернулся на службу в Отделении юридической консультации и законодательства, где занимался, помимо прочего, правовыми вопросами воинского призыва. В октябре 1976 года получил лицензию на право занятия адвокатской деятельностью.
В 1978 году был назначен окружным обвинителем Центрального военного округа. В этой должности представлял обвинение, помимо прочего, в процессе против лейтенанта Даниэля Пинто, обвинённого в убийстве ливанских гражданских лиц в ходе операции «Литани», а также в деле о получении взяток от гражданских водителей грузовиков солдатами, служившими в Иорданской рифтовой долине.
В 1980 году был назначен заместителем Главного военного обвинителя. В этой должности вместе с Главным военным обвинителем Иланом Шиффом представлял, помимо прочего, обвинение по делу Главного офицера военной полиции, бригадного генерала Баруха Арбеля, обвинённого во взяточничестве. В 1982 году был назначен судьёй окружного военного суда Южного военного округа.

### Исполняющий обязанности Главного военного обвинителя
С 1983 года во время выхода Главного военного обвинителя Ури Шохама в отпуск на учёбу исполнял в течение года обязанности Главного военного обвинителя в звании майора.
В этой должности, помимо прочего, представил перед Главным военным прокурором Довом Шефи рекомендацию объявить выговор ряду высокопоставленных офицеров, включая самого Начальника Генштаба Моше Леви, на основании выводов армейской комиссии о расследовании теракта в городе Сур в Ливане, унесшего жизни 59 человек вследствие подрыва штаба израильской армии в городе 4 ноября 1983 года; Шефи принял рекомендацию Финкельштейна и отдал такое распоряжение, однако Начальник Генштаба при поддержке министра обороны Моше Аренса отказался исполнять данное распоряжение.
Также возглавлял в этой должности обвинение по делам военнослужащих-участников террористической деятельности «Еврейского подполья».
В период деятельности Финкельштейна на посту Военный суд по делам о терроризме в Лоде приговорил к смертной казни палестинских террористов по запросу военного обвинителя, нарушившего запрет запрашивать подобный приговор без предварительного согласования позиции с армейским руководством, и Финкельштейн был вынужден выступить в Военном апелляционном суде с просьбой принять жалобу защиты с требованием отмены смертной казни.

### Участие в рассмотрении «Дела о маршруте номер 300»
В 1984 году началось рассмотрение «дела о маршруте номер 300», в рамках которого выяснялись обстоятельства загадочной смерти палестинских террористов, задержанных живыми при попытке захвата автобуса с израильскими пассажирами. Как выяснилось лишь в дальнейшем, террористов казнили после задержания сотрудники Общей службы безопасности «Шабак», которые передали при проверке инцидента комиссией во главе с генерал-майором Меиром Зореа (в которую был внедрён сотрудник «Шабака», содействовавший в согласовании версии своих коллег) ложную информацию с целью скрыть свою ответственность за убийство и переложить вину на командовавшего военной операцией по захвату террористов бригадного генерала Ицхака Мордехая, якобы замеченного при избиении захваченных террористов.
Так как выводов комиссии Зореа, основанных на этой ложной версии, но не являющихся результатом формального следствия, не было достаточно, чтобы отдать Мордехая под суд, а «Шабак» не соглашался с проведением полицейского расследования подозрений, Юридический советник правительства Ицхак Замир постановил назначить особую комиссию во главе с Государственным прокурором Йоной Балтманом для проведения следствия по делу, и по настоянию Замира, в прошлом уже высоко оценившего способности Финкельштейна по заключению последнего по делу о теракте в городе Сур, Финкельштейн был назначен представителем армии в комиссии.
Хоть Финкельштейн и другие члены комиссии не могли на тот момент и предположить, что выводы комиссии Зореа основаны на столь дерзкой лжи сотрудников «Шабака», после обстоятельного изучения дела внимание Финкельштейна привлекли значительные спорные моменты и несоответствия в показаниях этих сотрудников, а также отсутствие доказательства причинно-следственной связи между ударом, якобы нанесённым Мордехаем одному из террористов, и смертельным исходом. Вопреки мнению главы комиссии Балтмана, настаивавшего на возможности привлечь Мордехая к уголовной ответственности за убийство, Финкельштейн передал Замиру заключение с особым мнением о несостоятельности данных выводов, и по настоянию Финкельштейна к следствию были привлечены эксперты, подтвердившие невозможность установить связь между деяниями Мордехая и смертью террористов. Когда другие члены комиссии, мнение которых принял Замир, решили отдать указание отдать Мордехая под суд за нанесение телесных повреждений, Финкельштейн отказывался подписаться под отчётом комиссии, пока в него не будут внесено объективное описание доказательной базы, не скрывая выявленных несоответствий. Главный военный прокурор, Бен Цион Фархи, которому был передан отчёт, обратил внимание на слабость доказательной базы против Мордехая и отказался следовать выводам комиссии, передав дело на проведение дисциплинарного процесса, завершившегося оправданием Мордехая.

### Докторская диссертация и должность Главного военного защитника
В 1984 году, по возвращении Ури Шохама из отпуска, Финкельштейн вышел в отпуск с целью защиты докторской диссертации на факультете юриспруденции Университете имени Бар-Илана под научным руководством профессора Шалома Альбека. В 1989 году защитил диссертацию, в дальнейшем переработанную в книгу Финкельштейна «Гиюр — галаха и практика», изданную в 1994 году (в переводе на английский — в 2006 году).
В ходе отпуска также представлял военное обвинение в консультативной комиссии при Командующем Центрального военного округа по рассмотрению дел о депортации активистов террористических организаций.
В 1987 году, по возвращении из отпуска, был назначен на должность Главного военного защитника. В этой должности, помимо прочего, защищал заведующего оперативной частью бригады «Нахаль», обвинённого в халатности при принятии мер по обороне израильского военного лагеря, подвергшегося нападению террориста, проникшего в Израиль из Ливана на дельтаплане 25 ноября 1987 года в ходе событий, повлекших гибель шести солдат и получивших название «Ночи дельтапланов» (ивр. ליל הגלשונים‎). Вследствие публичных заявлений Начальника Генштаба о намерении прекратить военную службу офицера Финкельштейн подал от имени офицера петицию в Верховный суд с требованием приостановить созыв комиссии, принимающей решение по вопросу прекращения военной службы, до завершения судебного процесса над офицером, и добился ордера о приостановке созыва комиссии. Беспрецедентный шаг по подаче петиции военной защиты, направленной, по сути, против Начальника Генштаба, вызвал недовольство командования армии, но в конечном счёте укрепил независимый статус военных защитников.
Незадолго до вступления Финкельштейна на пост Главного военного защитника поправка в Законе о военном судопроизводстве позволила обращаться в Верховный суд с ходатайством о разрешении на подачу апелляции против решения Военного апелляционного суда, и Финкельштейн неоднократно обращался в Верховный суд с такими ходатайствами. Одним из таких дел было дело солдата, открывшего огонь по водителю на блокпосте в секторе Газа и признанного виновным военными инстанциями в причинении по неосторожности смерти водителя; в этом деле было вынесено принципиальное постановление Верховного суда о границах признания следования действующим правилам применения оружия обстоятельством, исключающим преступность деяния, в результате чего солдат, действовавший в пределах признанных границ, был оправдан Верховным судом.

### Главный военный обвинитель
В июне 1988 года был повышен в звании до полковника и назначен Главным военным обвинителем. Период Финкельштейна на посту был ознаменован событиями Первой палестинской интифады, начавшейся в декабре 1987 года. Военное обвинение под руководством Финкельштейна интенсивно занималось значительно возросшим количеством дел против израильских военнослужащих, обвинённых в применении излишнего насилия при попытках прекращения беспорядков.
Одним из дел, получивших широкий общественный резонанс, стало дело полковника Йехуды Меира, обвинённого в даче приказа «переломать руки и ноги» палестинским участникам беспорядков, вследствие которого солдаты под командованием Меира жестоко избивали дубинками задержанных в ходе беспорядков палестинцев: по результатам следствия, вопреки мнению Финкельштейна, считавшего необходимым привлечь Меира именно к уголовной ответственности, Главный военный прокурор Амнон Страшнов отдал указание удовольствоваться привлечением Меира к дисциплинарной ответственности за превышение служебных полномочий и его увольнением из армии по собственному желанию, однако Верховный суд счёл решение Страшнова не соответствующим в существенной мере принципам разумности и указал Военной прокуратуре привлечь Меира к уголовной ответственности. Финкельштейн представлял обвинение в процессе и после признания вины Меира судом ходатайствовал от имени обвинения приговорить Меира к лишению свободы, однако суд удовольствовался разжалованием Меира в рядовые.
Финкельштейн также активно занимался разработкой обновлённых правил применения оружия, соответствующих создавшимся в ходе Интифады обстоятельствам, а также проведением лекций в армии по разъяснению новых правил и рассмотрением уголовных дел, связанных с отклонениями от установленных правил. Желая непосредственно оценить степень понимания солдатами правил применения оружия, Финкельштейн с разрешения командования провёл «инкогнито» неделю в батальоне, несущем дежурство на Западном берегу реки Иордан.
Также непосредственно представлял обвинение в ряде резонансных уголовных дел, в том числе в деле против подполковника Орит Хореш, главного адъютанта Службы артиллерийских войск, обвинённой в предоставлении резервистам освобождения от сборов в обмен на их незаконные пожертвования в пользу штаба службы.
В должности Главного военного обвинителя Финкельштейн также участвовал в принятии решений о привлечении к уголовной или дисциплинарной ответственности командного и рядового состава, связанного с серией инцидентов, повлёкших гибель военнослужащих из-за несоблюдения правил безопасности, как то гибель двух бойцов «Сайерет Маткаль» от обезвоживания во время учений по ориентированию на местности 28 мая 1992 года, гибель бойца подразделения «Дувдеван» 8 июля 1992 года вследствие огня по своим в ходе операции по захвату террориста в деревне Бартаа в Самарии (при рассмотрении этого дела Финкельштейн вопреки мнению окружного военного прокурора выразил позицию, что ошибки командира в ходе боевой деятельности должны, как правило, влечь административно-командные меры воздействия, а не уголовный процесс, и Верховный суд Израиля отклонил в дальнейшем петицию против отказа Военной прокуратуры привлечь командира бойца к уголовной ответственности), гибель солдата ВВС 21 июля 1992 года во время неуставного ритуала, включавшего опасную игру с аэродромной тормозной установкой (ивр. רולטת הרשת‎), гибель двух солдат при разрыве спасательного троса вертолёта на учениях 10 августа 1992 года (ивр. אסון הכבל‎), гибель солдата в результате падения в колодец в ходе учений 27 августа 1992 года (ивр. אסון הבור‎), гибель 5 бойцов «Сайерет Маткаль» на полигоне «Цеэлим» 5 ноября 1992 года (ивр. אסון צאלים ב'‎) (по этому делу Финкельштейн лично составил заключение Военной прокуратуры, занявшее по объёму более 500 страниц), гибель бойца бригады «Голани» 12 декабря 1992 года вследствие огня по своим в ходе деятельности в южном Ливане («дело Шадиэля»).

### Судья Военного апелляционного суда
С 19 марта по 15 июня 1995 года Финкельштейн временно находился на должности заместителя Юридического советника правительства Израиля по вопросам законодательства, а 31 августа 1995 года был назначен судьёй Военного апелляционного суда, на данном посту был назначен заместителем Председателя военного суда и повышен в звании до бригадного генерала.
На судейском посту отметился судебными постановлениями по ряду вопросов, включая, помимо прочего, вопросы правил применения оружия, ответственности за небрежность в ходе боевой деятельности, отвода военных судей и понижения в воинском звании как вида наказания. В качестве судьи, ответственного за рассмотрение апелляционных жалоб на решения об избрании меры пресечения в виде заключения под стражу, Финкельштейн также уделял особое внимание принятому в 1992 году Основному закону: Честь и свобода человека, сокращая ввиду установленных законом конституционных принципов виды оснований, оправдывающих заключение обвиняемого под стражу.

### На посту Главного военного прокурора
В декабре 1999 года министр обороны Эхуд Барак принял решение назначить Финкельштейна преемником Главного военного прокурора Ури Шохама. Финкельштейн исполнял должность заместителя Председателя военного суда до 15 февраля 2000 года, а в марте 2000 года вступил на пост Главного военного прокурора.
Период исполнения Финкельштейном полномочий Главного военного прокурора был ознаменован событиями «Интифады Аль-Аксы», поставившими перед Военной прокуратурой новые вызовы в области международного гуманитарного права, в частности в вопросах применения антитеррористических мер, ведения боевых действий в густонаселённых районах сектора Газа и Западного берега реки Иордан. Военная прокуратура под руководством Финкельштейна требовала пересмотреть сам концептуальный правовой подход к израильско-палестинской конфронтации в ходе «Интифады Аль-Аксы», определяя её не как подавление беспорядков при военной оккупации, а как «вооружённый конфликт», в отношении которого применимы законы войны, расширяющие арсенал доступных Израилю средств противостояния в борьбе с палестинским террором. Данное определение было в конечном счёте признано Верховным судом Израиля.
В ходе «Интифады Аль-Аксы» к Финкельштейну обратился Начальник Генштаба армии генерал-лейтенант Шауль Мофаз с просьбой предоставить правовое заключение об обоснованности практики «точечной ликвидации» террористов, применявшейся на том этапе без привлечения юристов. Основываясь на принципах международного права, Департамент международного права Военной прокуратуры под руководством Финкельштейна разработал правовые обоснования для данной практики в случаях, требующих предотвращения грядущих актов терроризма (в отличие от возмездия за таковые), при невозможности предотвратить угрозу, исходящую от ликвидируемого террориста, иными способами. При этом заключением Военной прокуратуры были введены и условия осуществления операции «точечной ликвидации», включая, помимо прочего, получение разрешения высокопоставленных представителей военного и политического эшелона и принятие мер осторожности для сокращения объёма сопутствующего ущерба. Беспрецедентное заключение Военной прокуратуры по вопросу легло в основу позиции, представленной перед Верховным судом Израиля и утверждённой им.
В ходе «Интифады Аль-Аксы» позиция Финкельштейна о вмешательстве Верховного суда Израиля в деятельность Армии обороны Израиля претерпела коренное изменение. Изначально Финкельштейн настаивал, что вопросы деятельности армии не пригодны для судебного разбирательства, и убедил Юридического советника правительства Эльякима Рубинштейна, ответственного за формирование позиции государственных органов в суде, требовать в суде оставить поданные по данным вопросам петиции без рассмотрения. Однако данную позицию не разделял председатель Верховного суда Аарон Барак, и со временем Финкельштейн признал преимущества вмешательства Верховного суда: рассматривая петиции по существу, суд крайне редко не соглашался с позицией армии, однако сам факт проведения такого разбирательства придавал легитимности решениям армии, в том числе на международной арене.
Значительным решением Финкельштейна в ходе «Интифады Аль-Аксы» было решение отказаться от возбуждения уголовного дела в любом случае гибели палестинцев в результате деятельности израильской армии, как было принято во время Первой интифады, когда Финкельштейн служил Главным военным обвинителем. Данное решение вызвало критику против Финкельштейна, в том числе со стороны Амнона Страшнова, Главного военного прокурора периода Первой интифады. Финкельштейн же считал, что ввиду вооружённого характера израильско-палестинского противостояния, уже самого по себе отличающего «Интифаду Аль-Аксы» от Первой Интифады, смертельный исход не всегда свидетельствует о подозрении о совершении уголовного преступления, и существует возможность проверять соответствующие инциденты в рамках внутреннего армейского расследования, возбуждая уголовное дело с привлечением Военной следственной полиции лишь в оправдывающих то случаях. По требованию Финкельштейна на проверку в Военную прокуратуру начали передаваться отчёты по внутренним расследованиям смертельных инцидентов, и только в период Финкельштейна на посту было возбуждено около 600 уголовных дел, связанных с деятельностью армии на Западном берегу реки Иордан и в секторе Газа, из них 90 дел, связанных с инцидентами с применением огнестрельного оружия, а 90 дел из общего количества дел, четверть из которых были связаны с инцидентами с применением огнестрельного оружия, были переданы в суд после утверждения обвинительного заключения Военной прокуратурой. В некоторых случаях Финкельштейн сам выезжал в район боевых действий, чтобы самостоятельно изучить сцену событий.
По настоянию Финкельштейна и вопреки позиции Председателя военного апелляционного суда, командующего Подразделением военных судов, из подчинения Военной прокуратуре были выведены военные суды на Западном берегу реки Иордан и в секторе Газа, выделенные в отдельное подразделение, подчинённое Председателю военного апелляционного суда.
Одним из вопросов, занимавших Финкельштейна на посту Главного военного прокурора, был отказ призывников и резервистов от службы в Армии обороны Израиля в качестве протеста против действий армии в период «Интифады Аль-Аксы». Для формирования позиции Военной прокуратуры в данном отношении, основанной на проведении границы между приемлемым отказом от службы из искренних пацифистических соображений и неприемлемым селективным отказом по политически-идеологическим мотивам, Финкельштейн не ограничился рассмотрением правовой стороны вопроса, но и привлёк к дискуссиям по теме философов и специалистов иных гуманитарных профессий. Верховный суд Израиля отклонил петиции отказников по данному вопросу, заняв позицию, представленную Военной прокуратурой. Если ранее случаи отказа от службы влекли, как правило, открытие дисциплинарного процесса против отказников, когда явление отказа начало возникать и среди солдат срочной службы, Финкельштейн принял решение отдать группу отказников под суд в рамках уголовного процесса. Решения Финкельштейна вызывали резкую критику сторонников отказников, вылившуюся в регулярные демонстрации около его дома.
Финкельштейн вместе с Департаментом международного права Военной прокуратуры был инициатором Закона о заключении незаконных комбатантов, принятого кнессетом в 2002 году и позволяющего содержать под стражей террористов, не имеющих право на получение статуса военнопленного.
В должности Главного военного прокурора Финкельштейн настаивал на ужесточении мер против сексуального домогательства среди военнослужащих. В случае высокопоставленного офицера, поцеловавшего свою подчинённую, Финкельштейн отдал указание отдать офицера под суд, не ограничиваясь, как было принято ранее в таких случаях, дисциплинарными мерами. В делах, передававшихся на проведение дисциплинарного процесса против офицеров, обвиняемых в домогательстве, Финкельштейн требовал, чтобы дисциплинарные дела рассматривались офицерами, прошедшими особую подготовку по рассмотрению подобных дел, во избежание неуместного оправдания обвиняемых. При этом Финкельштейн и не колебался закрывать подобные уголовные дела при достижении вывода о недостатке должной доказательной базы, как то было в случае офицера ВМС в звании майора, обвинённого в изнасиловании женщины-офицера в звании капитана, дело которого Финкельштейн указал закрыть уже после подачи обвинительного заключения, впоследствии защищая своё решение в рамках рассмотрения петиции, поданной пострадавшей в Верховный суд.
Активистский подход Верховного суда в Израиля, приведший в период службы Финкельштейна на посту Главного военного прокурора к значительному увеличению количества петиций, подаваемых в Верховных суд по многочисленным вопросам, связанным с деятельностью армии, беспрецедентным образом повысил востребованность юридической консультации Военной прокуратуры в процессе принятия решений армейского командования во всех сферах и таким образом укрепил позиции Военной прокуратуры в рядах армейского командования и привёл к стремительному росту подразделений Военной прокуратуры, ответственных за юридическую консультацию в армии: Департамента международного права, Департамента юридической консультации и законодательства и офиса Юридического советника Иудеи и Самарии. В своём постановлении от апреля 2022 года Верховный суд Израиля также выразил позицию, что в своей деятельности армейское командование должно следовать правовым инструкциям Главного военного прокурора. По решению Начальника Генштаба генерал-лейтенанта Шауля Мофаза Главный военный прокурор вошёл на постоянной основе в состав Форума Генштаба — форума представителей верхушки армейского командования, периодически созываемого Начальником Генштаба для совместной оценки текущей ситуации и обсуждения принципиальных вопросов. Затем по настоянию Мофаза, заручившегося поддержкой Юридического советника правительства и Председателя Верховного суда вопреки мнению некоторых членов Генштаба, и по решению министра обороны Биньямина Бен-Элиэзера было принято определить пост Главного военного прокурора соответствующим штатно-должностной категории генерал-майора (алуф), и 17 сентября 2001 года Финкельштейну было присвоено это звание.
В сентябре 2004 года Финкельштейн передал пост Главного военного прокурора своему заместителю Авихаю Мандельблиту и вышел в запас из армии.

### После выхода в запас
В 2004 году был кандидатом на должность Государственного прокурора Израиля.
19 мая 2005 года был назначен судьёй в Окружной суд Хайфского округа. В 2008 году, с открытием Окружного суда Центрального округа, переведён на должность судьи в этот суд. 18 декабря 2012 года был назначен заместителем председателя Окружного суда Центрального округа. В этой должности возглавлял также коллегию суда по тяжким преступлениям и занимался, помимо прочего, рассмотрением административных петиций. 17 декабря 2019 года был назначен старшим судьёй.
Широкий резонанс получило решение Финкельштейна приговорить полицейского, признанного виновным в совершении непредумышленного убийства преступника при превышении пределов необходимой самообороны, к 15 месяцам лишения свободы.
Среди других заметных постановлений Финкельштейна: оправдание малолетних, обвинённых в совершении убийства, из-за несоблюдения должных следственных процедур, включая проведение предварительного допроса подозреваемых без фиксации их показаний, оправдание обвиняемого в покушении на убийство в случае, когда потерпевший отказался подавать жалобу в полицию и его показания на обвиняемого были переданы в неформальной беседе с полицейским без должной фиксации показаний, и признание обвиняемого в убийстве двух своих жён виновным с учётом сходства в обстоятельствах убийств, совершённых в 1994 и 2009 году, а также решение вынудить прокуратуру опубликовать внутреннюю инструкцию по правилам внедрения подсадных агентов в камеру к подозреваемому в совершении преступления с целью получения его показаний.
Интенсивное занятие морально-нравственными аспектами правовых дилемм, стоявших перед Военной прокуратурой, привело Финкельштейна к исследованию творчества поэта Натана Альтермана, уделявшего в своей поэзии, а особенно в своей колонке в газете «Давар» под названием «Ха-тур ха-швии» («Седьмая колонка») со стихами об актуальных событиях своего периода, значительное внимание вопросам воинской этики. Результаты своих исследований Финкельштейн опубликовал в ряде эссе, включая эссе, опубликованное в журнале «Мишпат ве-цава» в 2009 году и переработанное в изданную в 2011 году книгу «„Седьмая колонка“ и „чистота оружия“ — Натан Альтерман о безопасности, морали и праве».
Преподавал право в высших учебных заведениях Израиля. Является профессором Академического центра имени Переса.
В ноябре 2016 года Финкельштейн вошёл в число кандидатов на пост судьи Верховного суда Израиля, однако не был избран на пост из-за краткости срока, остающегося до его выхода на пенсию.
8 ноября 2020 года завершил судейскую карьеру и вышел на пенсию. В своём последнем постановлении Финкельштейн призвал произвести реформу в израильском уголовно-процессуальном праве, установив принцип изначальной передачи материалов уголовного дела суду вместо действующего принципа постепенной подачи доказательств по делу в суд посредством выступающих в суде свидетелей.
4 апреля 2021 года был назначен председателем этической комиссии по Закону о правах пациентов сроком на 4 года.
5 октября 2021 года Финкельштейн был назначен председателем правительственной комиссии по проверке побега заключенных террористов из тюрьмы «Гильбоа» через прорытый ими туннель и по формированию рекомендаций в целях предотвращения случаев побега из пенитенциарных учреждений Управления тюрем. 31 марта 2022 года комиссия, получившая неформальное название «Комиссия Финкельштейна», уведомила ряд высокопоставленных офицеров Управления тюрем, включая главу управления Кети Пери, о предоставлении права озвучить свою позицию по вопросу в качестве предупреждения о том, что на основании промежуточных выводов комиссии выводы и рекомендации комиссии могут иметь отрицательные личные последствия в их отношении. 17 мая 2023 года комиссия подала свой отчёт, в котором был представлен и проанализирован ряд серьёзных упущений в работе Управления тюрем, позволивших совершение побега; комиссия также выдала ряд рекомендаций о личной ответственности фигурантов проверки, включая рекомендацию об отстранении главы Северного округа управления с его поста, однако в отношении главы управления Кети Пери комиссия решила удовольствоваться высказанными в отчёте замечаниями без предоставления рекомендации предпринять в её отношении меры организационного воздействия.
В декабре 2021 года министр юстиции Гидеон Саар принял решение назначить Финкельштейна на пост Уполномоченного по рассмотрению жалоб публики на представителей государства в судебных инстанциях с 3 апреля 2022 года. Дата вступления Финкельштейна на должность откладывалась по его просьбе, чтобы позволить ему завершить работу в «Комиссии Финкельштейна». После публикации отчёта комиссии Финкельштейн вступил на пост 1 июня 2023 года.

### Личная жизнь
Женат на Ципи Финкельштейн, с которой познакомился в школьном возрасте, когда она училась в религиозной средней школе для девочек «Ирони Гимель». Пара женилась 19 сентября 1973 года, за три недели до начала Войны Судного дня.
Отец четырёх детей. Проживает в Петах-Тикве.
Финкельштейн посвящает значительную часть свободного времени исследованию иудаики и в течение более 30 лет проводил, сначала в районной синагоге, а затем среди судей и сотрудников суда, в котором он работал, еженедельную лекцию о Талмуде. С молодых лет Финкельштейн также увлекается играми с мячом, в особенности футболом, баскетболом, волейболом и настольным теннисом, и пешими походами в Израиле и за рубежом.

## Награды и признание
В 2012 году Финкельштейн был удостоен премии имени Молдована за военную литературу и премии имени Ицхака Саде за военную литературу за свою книгу «„Седьмая колонка“ и „чистота оружия“ — Натан Альтерман о безопасности, морали и праве».
В 2020 году была опубликована «Книга Менахема Финкельштейна — Право, оборона и литература» (ред. Шарон Афек, Офер Гросскопф, Шахар Лифшиц, Элад Шпигельман), собравшая в себя академические статьи по тематике деятельности Финкельштейна в ходе его карьеры: военное право, правовые аспекты противостояния террору, уголовное право, право и литература, иудаика и еврейское право. 17 июня 2021 года в Университете имени Бар-Илана состоялся вечер, посвящённый выпуску книги.
В 2021 году Финкельштейну был присвоен знак почёта имени Менахема Элона, присуждаемый комиссией по еврейскому праву Израильской коллегии адвокатов, за популяризацию принципов еврейского права.
30 июля 2023 года Финкельштейну был присвоено звание почётного гражданина Петах-Тиквы.

## Публикации
- (מנחם פינקלשטיין גיור — הלכה ומעשה הוצאת אוניברסיטת בר-אילן (1994 (Менахем Финкельштейн, «Гиюр — галаха и практика», книга издательства Университета имени Бар-Илана (1994)), ISBN 9652261548 (Архивная копия от 1 июля 2022 на Wayback Machine) (иврит)
  - Перевод: Menachem Finkelstein, Conversion — Halakhah and Practice (Менахем Финкельштейн, «Гиюр — галаха и практика»), Bar-Ilan University Press (2006), 782 pp., ISBN 9652263257 (Архивная копия от 22 апреля 2023 на Wayback Machine) (англ.)
- Menachem Finkelstein, Conversion in the Age of Immigration (Менахем Финкельштейн, «Гиюр в эпоху иммиграции»), 19 Justice 47 (Winter 1998) (Архивная копия от 18 мая 2022 на Wayback Machine) (англ.)
- Menachem Finkelstein, The Dilemma of the Military Judge-Advocate General, Democratic Societies and their Armed Forces: Israel in Comparative Context (Менахем Финкельштейн, «Дилемма, стоящая перед Главным военным прокурором», глава в книге «Демократические общества и их вооружённые силы: Израиль в сравнительном контексте»), edited by Stuart A. Cohen, Frank Cass Publishers, London (2000), ISBN 071-468-092-3, pp. 175—181 (англ.)
- Menachem Finkelstein, War and Morality: Image and Reality (Менахем Финкельштейн, «Война и мораль: образ и реальность»), 30 Justice 11 (Winter 2002) (Архивная копия от 19 марта 2023 на Wayback Machine) (англ.)
- Menachem Finkelstein, Yifat Tomer, The Israeli military legal system — overview of the current situation and a glimpse into the future (Менахем Финкельштейн, Ифат Томер, «Система израильского военного правосудия — обзор текущей ситуации и взгляд в будущее»), 52 Air Force Law Review 137 (2002) (Архивная копия от 30 октября 2022 на Wayback Machine) (англ.)
- מנחם פינקלשטיין המשפט בתקופת לחימה משפט וצבא 16 (התשס"ב), 15 (Менахем Финкельштейн, «Право в период военных действий», «Мишпат ве-цава» № 16 (2002), 15) (Архивная копия от 10 октября 2013 на Wayback Machine) (иврит)
- מנחם פינקלשטיין סרבנות השירות בשטחים — החלטת הפרקליט הצבאי הראשי משפט וצבא 16 (התשס"ב), 713 (Менахем Финкельштейн, «Отказ от службы на „территориях“ — постановление Главного военного прокурора», «Мишпат ве-цава» № 16 (2002), 713) (Архивная копия от 11 июня 2022 на Wayback Machine) (иврит)
- (מנחם פינקלשטיין יתרו והלכות גרים דעת 194 (התשס"ה (Менахем Финкельштейн, «Иофор и религиозные законы, связанные с герами», «Даат» № 194 (2005)) (Архивная копия от 21 марта 2018 на Wayback Machine) (иврит)
- (מנחם פינקלשטיין 'טוהר הנשק' בימים ההם בזמן הזה דעת 235 (התשס"ו (Менахем Финкельштейн, «„Чистота оружия“ в те дни, в это время», «Даат» № 235 (2006)) (Архивная копия от 16 марта 2019 на Wayback Machine) (иврит)
- מנחם פינקלשטיין דמוקרטיה נלחמת בטרור: ניתוח דילמות הלכה למעשה בספר הקרב של המאה ה-21 — דמוקרטיה נלחמת בטרור (התשע"ד) 175 (Менахем Финкельштейн, «Демократия воюет с террором: анализ дилемм на практике», в книге «Битва 21-го века — демократия воюет с террором» (ред. Дан Меридор, Хаим Фасс) (Иерусалим, 2006), ISBN 9655190234, с. 175) (Архивная копия от 28 декабря 2022 на Wayback Machine) (иврит)
- מנחם פינקלשטיין על טוהר הנשק ועל המשפט הצבאי — בטור השביעי של נתן אלתרמן בספר משפט וספר — לקט מאמרים ועיונים לרגל פרישתו של סגן הנשיא יהושע גרוס מכס השיפוט (2007) 201 (Менахем Финкельштейн, «О чистоте оружия и военном праве в „Седьмой колонке“ Натана Альтермана», в книге «Право и литература — сборник эссе и сочинений в честь завершения судебной карьеры заместителя председателя Йехошуа Гросса» (2007), с. 201) (иврит)
- מנחם פינקלשטיין 'הטור השביעי' ו'טוהר הנשק' — נתן אלתרמן על ביטחון, מוסר ומשפט משפט וצבא 20(א) (התשס"ט), 1 (Менахем Финкельштейн, «„Седьмая колонка“ и „чистота оружия“ — Натан Альтерман о безопасности, морали и праве»), «Мишпат ве-цава» № 20(а) (2009), 1) (Архивная копия от 19 марта 2023 на Wayback Machine) (иврит)
- (מנחם פינקלשטיין הטור השביעי' ו'טוהר הנשק' — נתן אלתרמן על ביטחון, מוסר ומשפט הוצאת הקיבוץ המאוחד (התשע"א (Менахем Финкельштейн, «„Седьмая колонка“ и „чистота оружия“ — Натан Альтерман о безопасности, морали и праве», книга издательства «Ха-Кибуц ха-меухад» (2011)), 286 с., ISBN 9789650206239 (иврит)
- מנחם פינקלשטיין הקלריקל הקטן בספר ספרא וסייפא — ספר היובל לרב מרדכי פירון (התשע"ד) 618 (Менахем Финкельштейн, «Маленький клирик», в книге «Писатель и воин — книга в честь юбилея раввина Мордехая Пирона» (ред. Авиад Ха-Коэн, Цви А. Таль) (Иерусалим, 2014), с. 618) (Архивная копия от 19 марта 2023 на Wayback Machine) (иврит)
- ד"ר מנחם פינקלשטיין הסניגוריה הצבאית ועצמאותה — לפני שנות דור הסניגור 200 (2014), 24 (Д-р Менахем Финкельштейн, «Военная защита и её независимость — много лет назад», «Ха-Санигор» № 200 (2014), с. 24) (Архивная копия от 27 октября 2022 на Wayback Machine) (иврит)
- מנחם פינקלשטיין על הפקודה הבלתי חוקית (בעקבות ההצגה בחורים טובים) בספר נילי כהן — משפט, תרבות וספר (2017) 457 (Менахем Финкельштейн, «О незаконном приказе (вследствие пьесы „Хорошие парни“)», в «Книге Нили Коэн — Право, культура и литература» (ред. Офер Гросскопф, Шай Лави) (2017), ISBN 9789657241806, с. 457) (иврит)
- מנחם פינקלשטיין לענין של מה בכך, שורשים במשפט, 2020 (Менахем Финкельштейн, «К несущественному вопросу», эссе в рамках проекта Министерства юстиции «Корни права» (ред. Дина Зильбер) (2020), ISBN 9789654422055 (иврит)
- מנחם פינקלשטיין עשר שנות שיפוט בעבירות רצח — תוצאות ותובנות בספר פינקלשטיין — משפט, ביטחון וספר (2020) 69 (Менахем Финкельштейн, «Десятилетие ведения судебных процессов по делам об убийствах — результаты и выводы», в «Книге Менахема Финкельштейна — Право, оборона и литература» (ред. Шарон Афек, Офер Гросскопф, Шахар Лифшиц, Элад Шпигельман) (2020), ISBN 9789654422109, с. 69) (иврит)